# Carinotetraodon travancoricus
Carinotetraodon travancoricus мала је слатководна надувана риба ендемична за воде Керале и југозападне Индије. Због риболова и лова зарад држања у акваријуму, сматра се угроженом врстом.  Највеће величине ове рибе су 3,5 цм што је чини једном од најмањих надуваних риба на свету. Ове рибе не настањују слане воде.

## Опште информације
Carinotetraodon travancoricus карактеристичне су за Кералу и Западне Гате у Индији. У Керали пописане су у тринаест река, укључујући Ачанковил, Кабини, Памба и реку Чалакуди, као и у језеру Вембанад. Carinotetraodon travancoricus класификован је као рањив на Црвеној листи IUCN због губитка станишта и прекомерног сакупљања због акваристике. У неким рекама је и даље уобичајена врста, али је просечно опала за 30-40% од 2005. до 2015. године. Carinotetraodon travancoricus паре се тек након комплетног сазревања. Оба пола су жута са тамнозеленим до црним мрљама на бочној страни тела, а боје мужјака су више изражене. Мужјаци такође могу имати тамну пругу на трбуху и боре око очију, које женке немају. 
Carinotetraodon travancoricus се углавном хране инсектима, кладоцерима, ротаторијама и копеподама. Ова врста у акваријуму једе пужеве као и неке ситне биљке, а имају разнолику исхрану која такође обухвата зопланктоне, ракове и мекушце. За разлику од других врста, Carinotetraodon travancoricus могу бити изузетно агресивне и територијалне у дивљини, посебно према створењима мањим од њих. У дивљини често проводе време у плићацима. Узгој врсте Carinotetraodon travancoricus у акваријумским условима није тежак, али лов за трговину довео је ову врсту на листу рањивих таксона. Женке обично полажу јаја између растиња или ако живе у акваријуму, на простору где се налази маховина. Јаја су видљива голим оком пет дана након што се излегну. Због својих актрактивних боја и лакоће одржавања, Carinotetraodon travancoricus су поприлично популарне акваријумске рибе. Tакође, ова врста је ретка по томе што једе живе мале пужеве.